# Sobolevo
Sobolevo (in lingua russa Соболевo) è una città di 1 900 abitanti situata nel Krai di Kamčatka, in Russia.

## Clima
| Sobolevo (1991-2020) Fonte: | Mesi         | Mesi         | Mesi         | Mesi         | Mesi         | Mesi        | Mesi        | Mesi        | Mesi        | Mesi         | Mesi         | Mesi         | Stagioni | Stagioni | Stagioni | Stagioni | Anno  |
| Sobolevo (1991-2020) Fonte: | Gen          | Feb          | Mar          | Apr          | Mag          | Giu         | Lug         | Ago         | Set         | Ott          | Nov          | Dic          | Inv      | Pri      | Est      | Aut      | Anno  |
| --------------------------- | ------------ | ------------ | ------------ | ------------ | ------------ | ----------- | ----------- | ----------- | ----------- | ------------ | ------------ | ------------ | -------- | -------- | -------- | -------- | ----- |
| T. max. media (°C)          | −6,6         | −5,6         | −1,8         | 1,9          | 8,0          | 13,5        | 17,1        | 16,7        | 13,7        | 7,5          | 0,0          | −5,4         | −5,9     | 2,7      | 15,8     | 7,1      | 4,9   |
| T. media (°C)               | −12,0        | −11,5        | −7,3         | −2,0         | 3,6          | 8,7         | 12,4        | 12,6        | 9,1         | 3,5          | −3,9         | −10,3        | −11,3    | −1,9     | 11,2     | 2,9      | 0,2   |
| T. min. media (°C)          | −18,1        | −17,8        | −13,3        | −6,2         | 0,0          | 4,8         | 8,8         | 9,3         | 5,1         | 0,0          | −8,1         | −15,7        | −17,2    | −6,5     | 7,6      | −1,0     | −4,3  |
| T. max. assoluta (°C)       | 7,1 (1991)   | 9,9 (2014)   | 12,0 (2021)  | 14,7 (2021)  | 23,5 (1948)  | 27,5 (1994) | 29,4 (2016) | 27,4 (2006) | 27,3 (2011) | 18,9 (1973)  | 13,2 (2006)  | 10,1 (1950)  | 10,1     | 23,5     | 29,4     | 27,3     | 29,4  |
| T. min. assoluta (°C)       | −43,4 (1969) | −44,6 (1973) | −37,8 (1959) | −30,6 (1956) | −13,6 (1980) | −3,7 (1942) | −1,3 (1965) | −2,2 (1955) | −7,4 (1990) | −19,2 (1957) | −34,2 (1977) | −39,9 (1941) | −44,6    | −37,8    | −3,7     | −34,2    | −44,6 |
| Precipitazioni (mm)         | 37           | 30           | 34           | 33           | 39           | 48          | 64          | 105         | 112         | 136          | 109          | 55           | 122      | 106      | 217      | 357      | 802   |